# Nipponithyris nipponensis
Nipponithyris nipponensis är en armfotingsart som beskrevs av Yoshitaka Yabe och Kishio Hatai 1934. Nipponithyris nipponensis ingår i släktet Nipponithyris och familjen Dallinidae. Inga underarter finns listade i Catalogue of Life.